# Alphonse Marie Louis de Saint-Sévérin d’Aragon
Alphonse Marie Louis comte de Saint-Sévérin d’Aragon (* 7. November 1705; † 7. März 1757) war ein französischer Diplomat und Minister.

## Leben
St. Sévérin war Angehöriger des ursprünglich aus dem Königreich Neapel nach Frankreich gekommenen Adelsgeschlechts der Grafen Saint-Sévérin d’Aragona.
Er wurde durch Ludwig XV. im Jahre 1735 unter Außenminister Germain Louis Chauvelin zum Botschafter und bevollmächtigten Minister in Schweden ernannt und durch Friedrich I. akkreditiert. 1741 wurde St. Sévérin zurückberufen und durch den Marquis de Lanmary, Marc-Antoine Front de Beaupoil de Saint-Aulaire ersetzt.
Aus seiner Dienstzeit sind Korrespondenzen mit Friedrich dem Großen dokumentiert. St. Sévérin agierte unter der Hofführung der Madame de Pompadour augenscheinlich kooperativ. Beim Friedenskongress in Aachen 1748 waren St. Sévérin und Wenzel Anton von Kaunitz-Rietberg die wichtigsten Verhandlungsführer. Am 1. Januar 1749 wurde er mit der 36. Verleihung Ritter des Ordens vom Heiligen Geist. Der britische Botschaftssekretär Joseph Yorke attestierte St. Sévérin 1750 in der Funktion eines Staatsministers im Jahre 1750 soll er eine gute Zusammenarbeit mit dem Außenminister gepflegt haben, was für französische Verhältnisse ein Alleinstellungsmerkmal war, denn sonst lagen die französischen Ministerien in erbittertem Streit miteinander.